# 阿图尔·梅洛
艾法亞·軒歷基·拉莫斯·迪奧利華拉·美路（葡萄牙語：Arthur Henrique Ramos de Oliveira Melo；1996年8月12日—），是一名巴西職業足球員，司職中場，現効力意甲球會祖雲達斯。

## 球會生涯

### 早期生涯
於12歲時，阿圖爾曾加盟家鄉球會戈亞斯。2010年，他於一次青年比賽中被球探發現，並轉會至巴甲球會甘美奧的青年軍。

### 甘美奧
2015年1月，於聖保羅青年盃有着出色的表現後，阿圖爾被領隊提升至一線隊。他於巴西高卓州聯賽對陣艾母利的比賽中首次上陣，於半場時被阿根廷籍的右閘馬蒂亞斯·羅德里格斯入替。其後，他在2015年再沒有為一線隊上陣。
2016年，阿圖爾在巴甲煞科戰對陣保地花高比賽中，首次於聯賽上陣。他於下半場後備入替凱奧·曼德斯，球隊最終於主場以0比1落敗。
2017年，阿圖爾於巴西超級聯賽和聖保羅青年盃有持續的表現後，開始成為球隊的正選一員。在2017年南美自由盃對陣的比賽中為他首次於南美自由盃上陣，該場比賽中，阿圖爾進行了40次傳送，成功率為百分之一百，並獲選為全場最佳球員。有人把他的踢球風格與和相比，歐洲球會如車路士和馬德里體育會均有意買下他。5月，他於巴西杯對陣富明尼斯時，攻入職業生涯首個入球。7月，他於客勝維多利亞3比1的比賽中，攻入首個聯賽入球。

### 尤文圖斯
2020年6月29日，尤文圖斯以7200萬歐元從巴塞隆拿簽下阿圖爾，阿圖爾獲得了皮亞尼奇的5號球衣號碼。
2020年9月27日，阿图尔在球隊對上羅馬的客場比賽中首次亮相。

### 利物浦
2022年9月1日，利物浦官方宣佈，球隊從祖雲達斯租借阿圖爾，租期一年，利物浦拥有阿图尔的买断选项。阿圖爾新賽季將身披29號球衣征戰英超。

## 國家隊生涯
阿圖爾曾代表巴西U-17和巴西U-20上陣，並曾為巴西 U17於2013年南美洲U-17足球錦標賽上陣。2017年9月15日，他首次受巴西国家队徵召，參加對陣玻利维亚和智利的2018年國際足協世界盃外圍賽。
2020年11月17日，阿圖爾踢進了在巴西成年隊的第一個國際進球，在2022世界盃南美洲區資格賽揭幕戰中最終以2-0擊敗烏拉圭。

## 生涯統計
截至2017年9月15日
| 球會     | 賽季     | 聯賽             | 聯賽 | 聯賽 | 盃賽 | 盃賽 | 洲際比賽 | 洲際比賽 | 洲際聯賽 | 洲際聯賽 | 總計 | 總計 |
| 球會     | 賽季     | 聯賽等级         | 出場 | 入球 | 出場 | 入球 | 出場     | 入球     | 出場     | 入球     | 出場 | 入球 |
| -------- | -------- | ---------------- | ---- | ---- | ---- | ---- | -------- | -------- | -------- | -------- | ---- | ---- |
| 甘美奧   | 2016     | 巴西甲組足球聯賽 | 1    | 0    | 0    | 0    | —        | —        | 0        | 0        | 1    | 0    |
| 甘美奧   | 2017     | 巴西甲組足球聯賽 | 18   | 1    | 7    | 1    | 7        | 0        | 4        | 0        | 36   | 2    |
| 甘美奧   | 總計     | 總計             | 19   | 1    | 7    | 1    | 7        | 0        | 4        | 0        | 37   | 2    |
| 生涯總計 | 生涯總計 | 生涯總計         | 19   | 1    | 7    | 1    | 7        | 0        | 4        | 0        | 37   | 2    |

### 國家隊入球
| #  | 日期       | 比賽場地               | 對手   | 比分 | 賽果 | 賽事                     |
| -- | ---------- | ---------------------- | ------ | ---- | ---- | ------------------------ |
| 1. | 2020.11.17 | 烏拉圭蒙特維多世紀球場 | 乌拉圭 | 1-0  | 2-0  | 2022世界盃南美洲區資格賽 |

## 榮譽

### 球會
甘美奧
- 巴西杯：2016年（英语：2016 Copa do Brasil）
- ：2017年

 巴塞隆納
- 西甲冠軍：2018-19
- 西班牙超級杯冠軍：2018年

 尤文圖斯
- 義大利超級盃冠軍：2020年
- 意大利盃冠軍：2020–21[12]賽季

### 國家隊
巴西
- 美洲盃冠軍：2019年

### 個人
- 巴西甲組足球聯賽年度最佳陣容：2017年[13]
- 巴西甲組足球聯賽最佳新人獎：2017年[13]
- 美洲盃冠軍隊成員：2019年

## 外部連結
- Soccerway資料庫：阿图尔·梅洛